# Gunsan
Gunsan is een stad in de Zuid-Koreaanse provincie Jeollabuk-do. De stad telt 256.000 inwoners en ligt in het westen van het land.

## Partnersteden
- Tacoma, Verenigde Staten (sinds 1979)
- Yantai, China (sinds 1994)
- Gimcheon, Zuid-Korea (sinds 1998)
- Dong-gu, Zuid-Korea (sinds 2000)
- Pimpri-Chinchwad, India (sinds 2004)
- Jamshedpur, India (sinds 2004)
- Windsor, Canada (sinds 2005)